# محمد محمد فارس
محمد محمد فارس فالح (ولد في 14 فبراير 2001 في المحرق، البحرين) لاعب كرة قدم بحريني يجيد اللعب في مركز الظهير الأيسر. يلعب حاليا لصالح البسيتين معارا من المحرق البحريني منذ 2023.